# Хайдаркулбек-бий
Хайдаркулбек-бий (узб. Haydarqulbek) — занимал пост наместника Чарджуйского бекства (1888—1920), хазиначи — государственный казначей Бухарского Эмирата. Носил чин дадха.
Во время отъезда его старшего брата, Астанакул-бия с эмиром в Россию в 1893 году он замещал его на посту главного закятчи.
В 1902 году Хайдаркулбек-бий вместе с эмиром ездил в Санкт-Петербург.

## Происхождение
Хайдаркулбек-бий по происхождению был тюрком. Его дед был родом из Персии, которого туркмены продали в рабство в Бухаре.
Его отец, Мухаммад Шариф в эмирате был государственным и военным деятелем, дипломатом, главным закятчи, правителем Бухарского вилайета и носил чин инака. Дед Хайдаркулбек-бия, Мулла Мухаммад-бий был одним из наиболее приближённых сановников эмира Музаффара, прошедший путь от раба до главы бухарской администрации и занимавший пост Бухарского кушбеги.